# Ośno Lubuskie
Ośno Lubuskie (deutsch Drossen) ist eine Stadt im Powiat Słubicki der polnischen Woiwodschaft Lebus mit etwa 3900 Einwohnern. Sie ist Sitz der gleichnamigen Stadt-und-Land-Gemeinde mit 6400 Einwohnern.

## Geographische Lage
Der Ort liegt in der Neumark, 25 Kilometer nordöstlich der Stadt Frankfurt (Oder) an der Lenka (Lenzebach).

## Geschichte

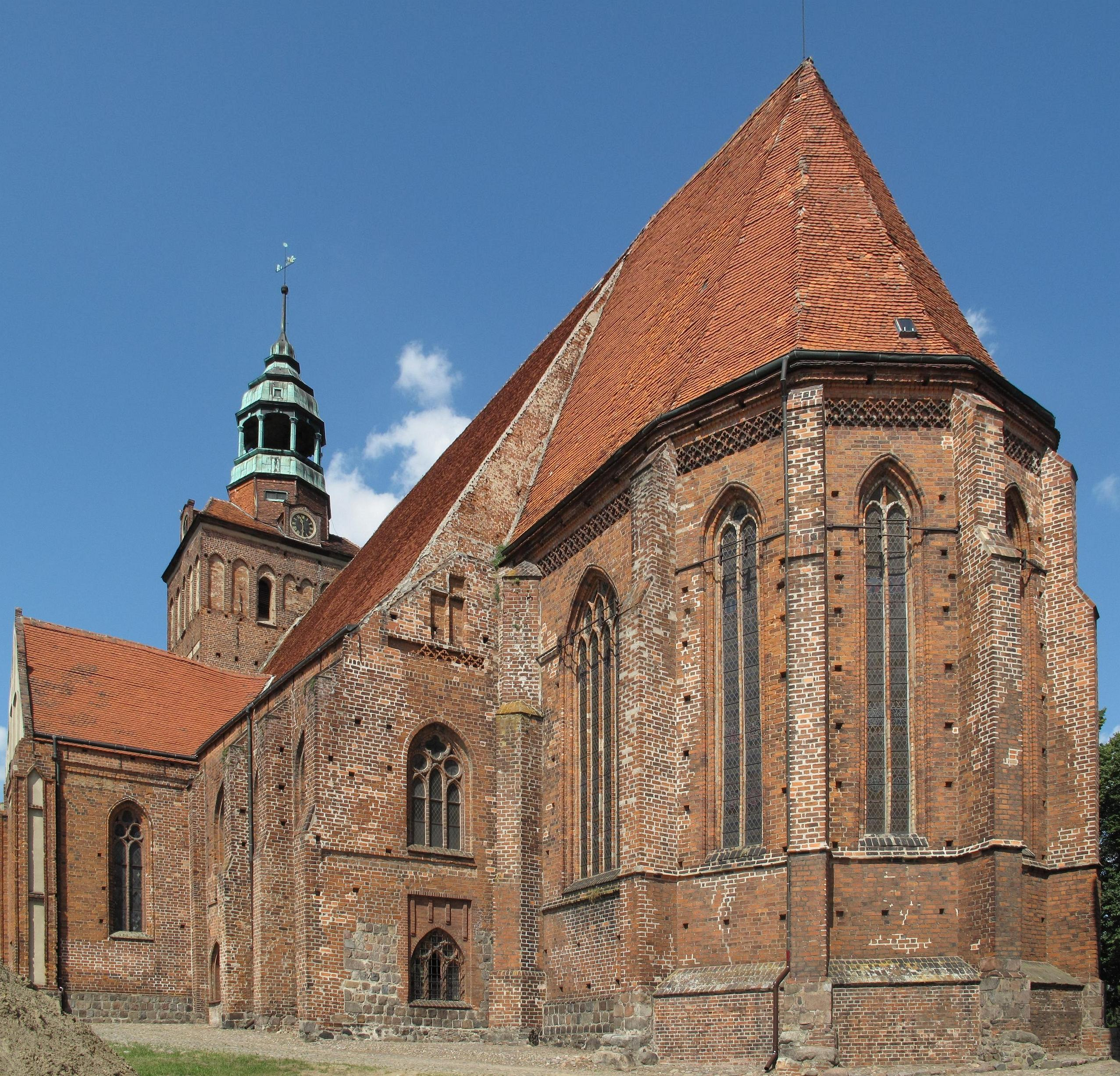
Gotische Jakobikirche aus dem 13. Jahrhundert

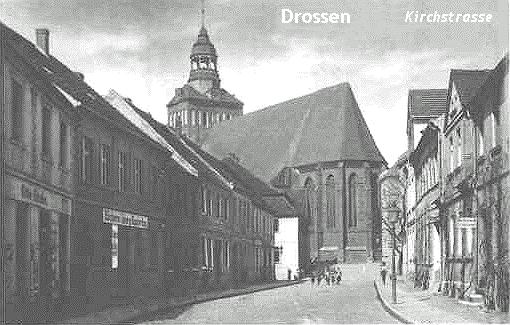
Drossen mit der Jacobikirche um 1900

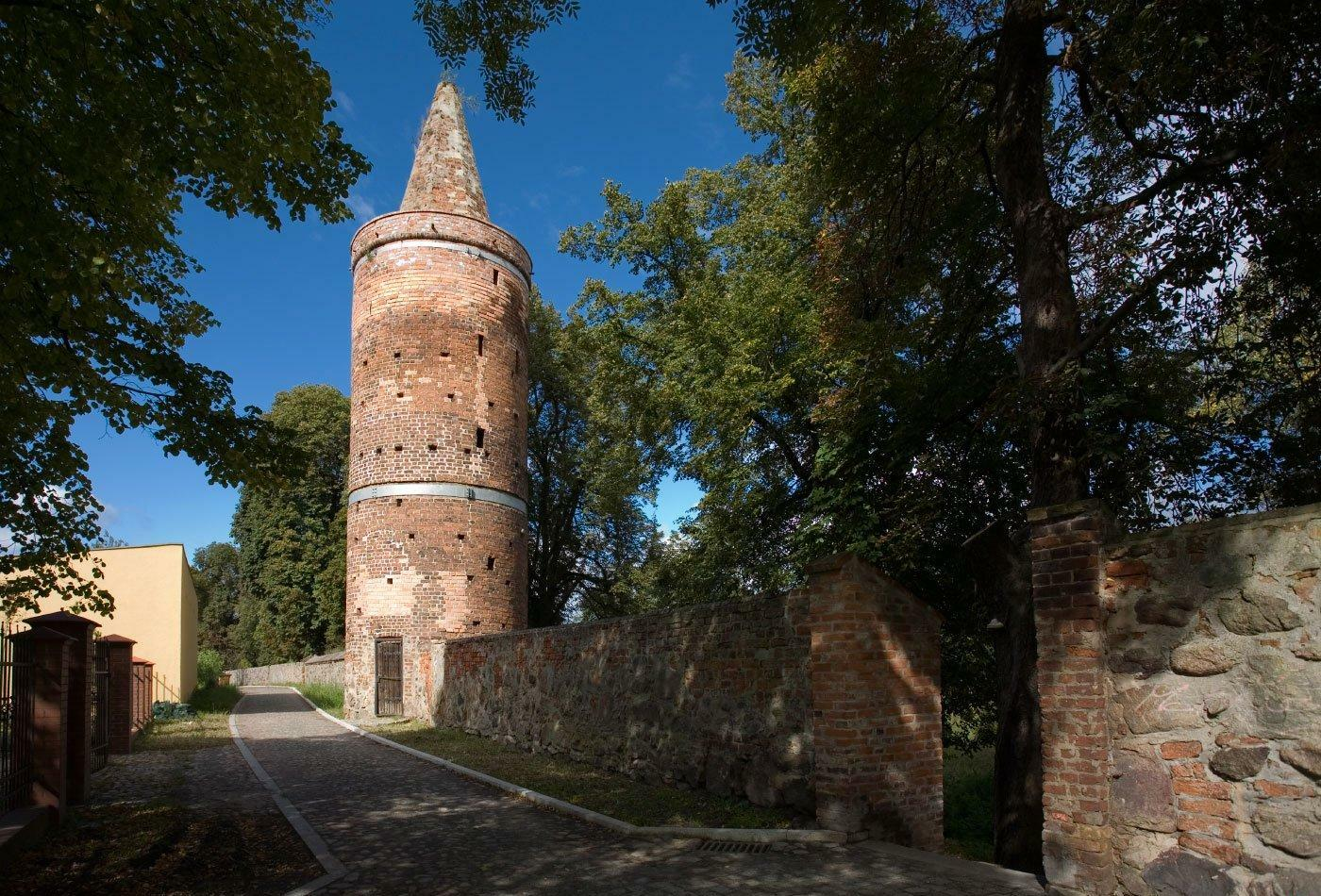
Stadtmauer mit Buschturm (Baszta Krzaków)

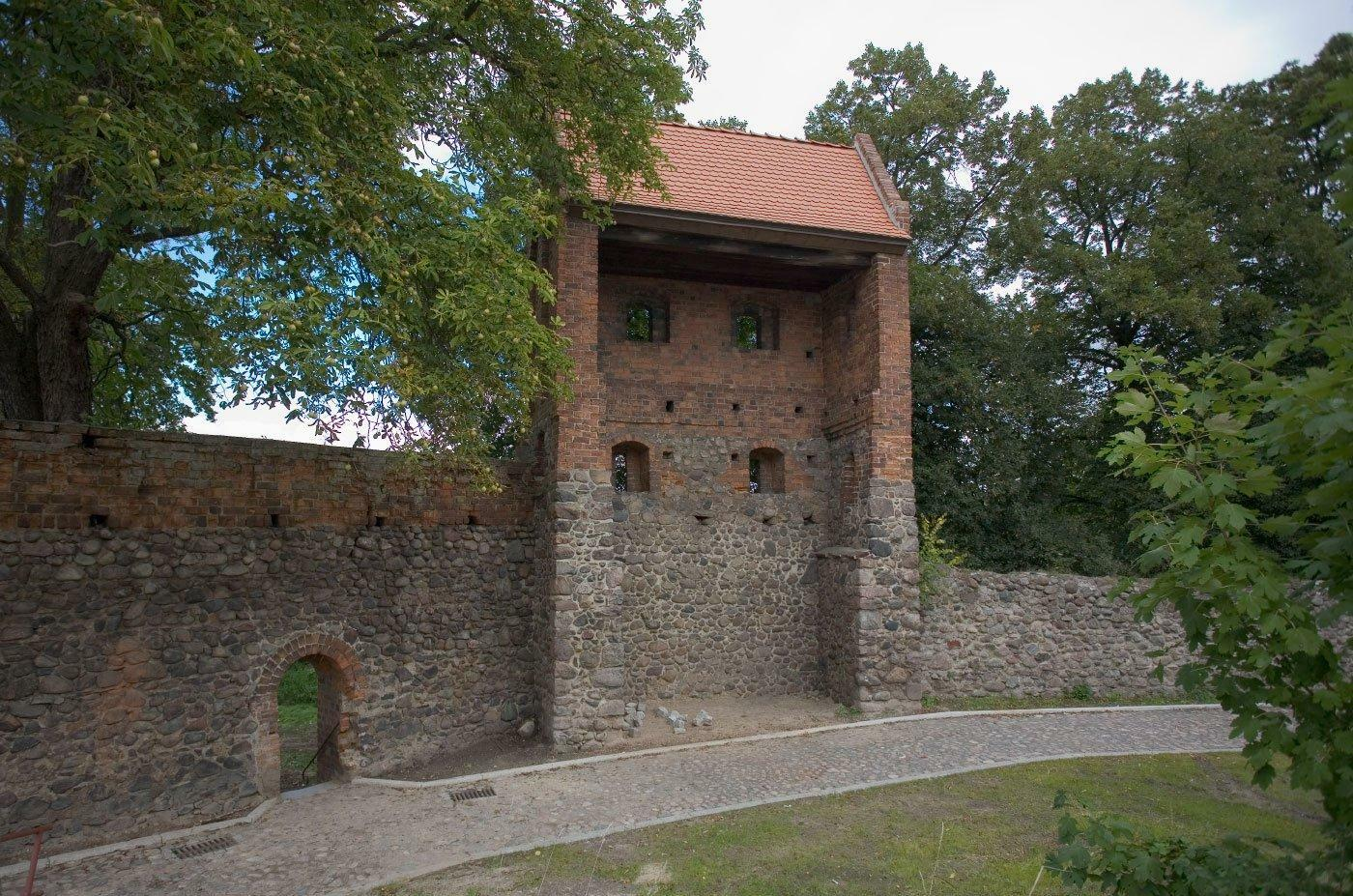
Großer Chyżańska-Turm (Baszta Wielka Chyżańska)

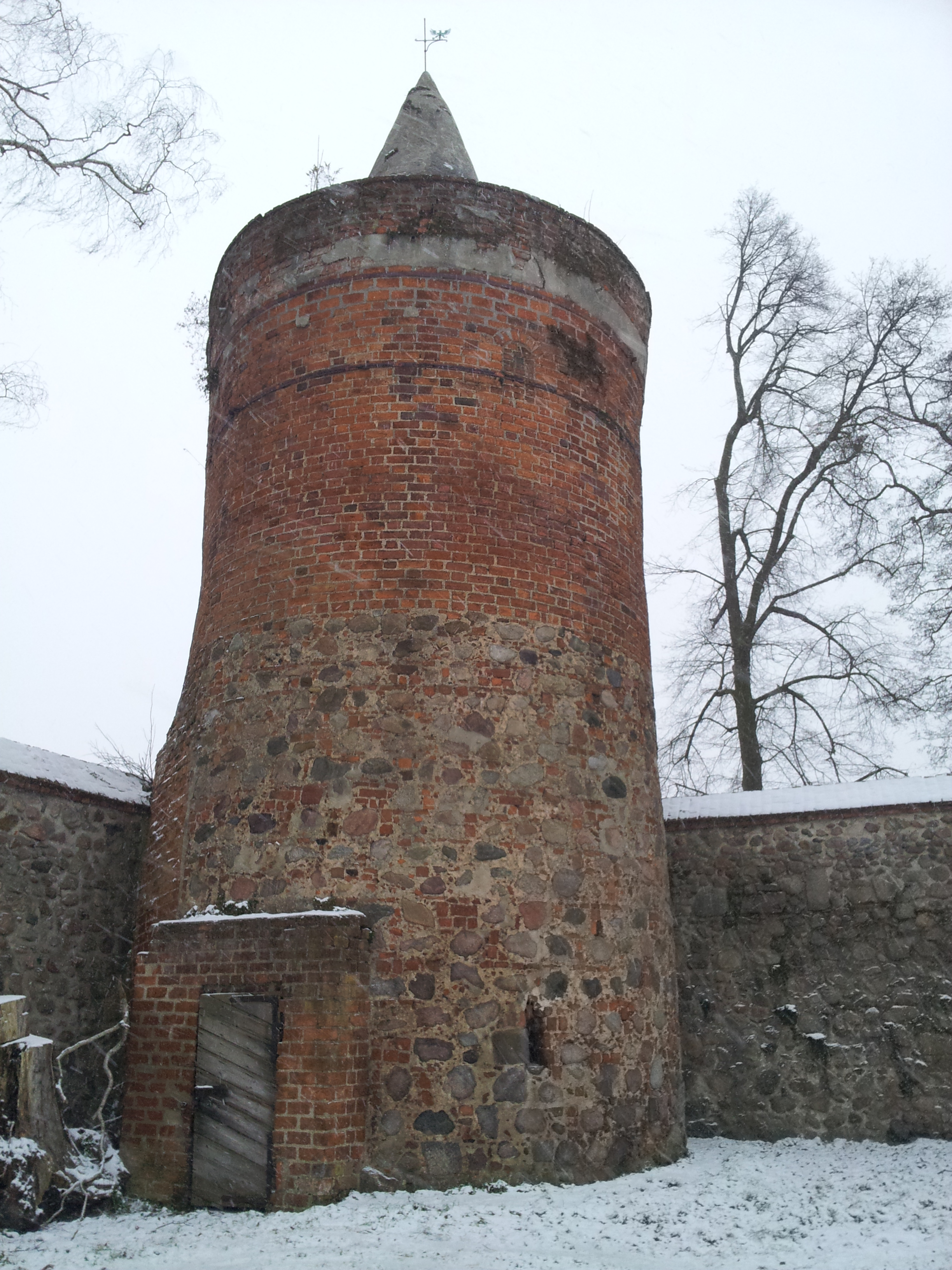
Diebesturm (Baszta Złodziejska)

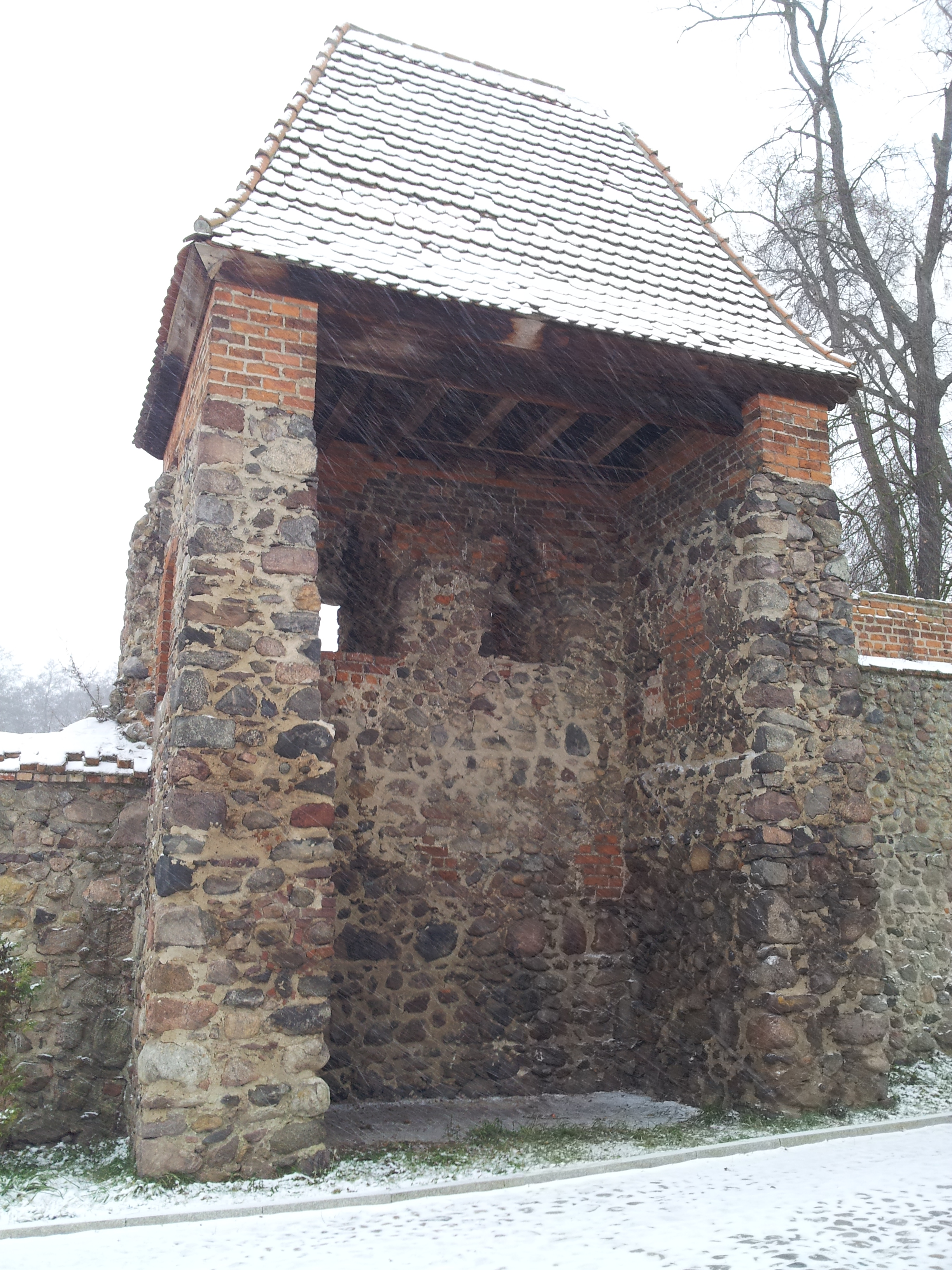
Priesterturm (Baszta Kapłańska)

### Hauptstadt des Sternberger Landes
Über die Gründung des Ortes liegen keine genauen Informationen vor. Sie erfolgte vermutlich im Zusammenhang mit der Gründung des Bistums Lebus im 1125 durch Herzog Bolesław III. Schiefmund. Der Marktflecken befand sich an der Stelle, wo die Straßen von der Bischofsstadt Göritz und von Frankfurt über Meseritz nach Posen zusammentrafen, durch den Lenzebach führten und die mit einer Handelsstraße von Schlesien nach Stettin kreuzten.
Die erste urkundliche Erwähnung stammt aus dem Jahre 1252. Zu dieser Zeit befand sich das Städtchen Osna im Besitz der Lebuser Bischöfe. Schon nach kurzer Zeit erhielt Osna eine Neustadt. 1249 kam Osna in den Besitz des Bischofs von Magdeburg. 1298 erfolgte die Weihe der Jakobikirche, einer dreischiffigen gotischen Hallenkirche.
Im Jahr 1354 gelangte die Stadt, deren Name seit 1375 als Drossen überliefert ist, in den Besitz der Markgrafen von Brandenburg. 1401 ging Drossen, das bis dato ein Lehen war, in das Eigentum der Markgrafen über. Zu dieser Zeit war die Stadt das Zentrum, seit 1369 die Münzstatt und seit 1447 der Verwaltungssitz des Sternberger Landes. Drossen war seit dem Anfang des 14. Jahrhunderts mit einer Stadtmauer aus Feldsteinen und zwei Stadttoren befestigt und gehörte im 14. und 15. Jahrhundert dem Bund der neumärkischen Städte an. Nachdem der Söldnerführer Herzog Hans II. von Sagan in der Zeit der Glogischen Fehde (1476–1488) auch in Drossen einzufallen versucht hatte, wurde die Stadtmauer 1477 ausgebaut und verstärkt.
Im Jahr 1596 zerstörte ein Stadtbrand auch die Jakobikirche, die bald wieder aufgebaut wurde. Die Drossener Bürger lebten von der Brauerei und die Stadt war ein bedeutendes Zentrum der Tuchmacherei. 1810 wurde die Verwaltung des Sternberger Landes nach Zielenzig verlegt. Mit der Kontinentalsperre von 1815 ging das Tuchmacherhandwerk zu Grunde.
Mit dem Beginn der Industrialisierung erlangte in Drossen die Möbelfabrikation größere Bedeutung, 1893 entstand die Küchenmöbelfabrik. Die Stadt betrieb seit 1846 im Stadtwald Braunkohlenbergwerke, zu denen später noch eine Brikettfabrik hinzukam. Bedeutsam und einmalig war vor allem die Maiblumenzucht.
Seit 1890 hat Drossen einen Eisenbahnanschluss an der inzwischen stillgelegten Strecke von Reppen nach Meseritz.
Drossen gehörte seit 1818 dem Landkreis Sternberg an und war seit 1852 Kreissitz. Nach der Teilung des Kreises kam die Stadt 1873 zum Landkreis Weststernberg und war dessen Kreisstadt. 1904 verlor Drossen den Kreissitz an Reppen. Im Jahre 1916 wurde Drossen zur Garnisonsstadt. Ab 1849 war das königliche Kreisgericht Zielenzig das zuständige Eingangsgericht. In Drossen war eine Zweigstelle (Gerichtskommission) eingerichtet. Diese wurde 1879 durch das Amtsgericht Drossen ersetzt.
Im Zweiten Weltkrieg griffen am 1. Februar 1945 unweit der Stadt Panzer der Roten Armee einen mit Zivilisten überfüllten Personenzug an, der die Stadt kurz zuvor in Richtung Westen verlassen hatte. Dabei wurden etwa 200 Menschen getötet, darunter Evakuierte aus Köln.
Noch vor dem Kriegsende stellte die Rote Armee das eroberte Drossen unter die Verwaltung der Volksrepublik Polen. Diese benannte es in Ośno Lubuskie um, vertrieb die deutschen Einwohner und siedelte an ihrer Stelle Polen an.

### Demographie
| Jahr | Einwohner | Anmerkungen |
| ---- | --------- | --- |
| 1719 | 2185      | in 459 Häusern |
| 1750 | 1995      | in 394 Häusern |
| 1800 | 2905      | in 413 Häusern |
| 1802 | 2833      | [ 4 ] |
| 1810 | 3025      | [ 4 ] |
| 1816 | 3265      | davon 3202 Evangelische, 35 Katholiken und 28 Juden                                                                   |
| 1821 | 3351      | in 450 Häusern |
| 1840 | 4026      | in 514 Häusern |
| 1855 | 4563      | in 471 Häusern, meist Evangelische, darunter 109 Katholiken und 84 Juden, letztere mit eigener 1850 erbauter Synagoge |
| 1864 | 5154      | in 476 Häusern |
| 1867 | 5394      | am 3. Dezember |
| 1871 | 5226      | am 1. Dezember, in 502 Häusern, davon 5087 Evangelische, 81 Katholiken und 58 Juden                                   |
| 1875 | 5167      | [ 8 ] |
| 1880 | 5357      | [ 8 ] |
| 1890 | 5058      | meist Evangelische, davon 71 Katholiken und 33 Juden                                                                  |
| 1900 | 5164      | meist evangelische Einwohner                                                                                          |
| 1910 | 5006      | am 1. Dezember |
| 1933 | 5313      | [ 8 ] |
| 1939 | 5667      | [ 8 ] |

| 1946 | 1970 | 2005 |
| ---- | ---- | ---- |
| 1194 | 3288 | 3733 |

### Maiblumenstadt
Im Jahre 1879 begann in Drossen der Gärtnermeister Max Friedrich mit der gewerbsmäßigen Zucht von Maiglöckchen. Binnen kurzer Zeit wurde die Drossener Maiblumenzucht, die zwölf Gärtnereibetriebe umfasste, weltbekannt. Neben der Anzucht besonders wirkstoffhaltiger Sorten erfolgte der Export der Drossener Maiglöckchen nicht nur ins europäische Ausland, sondern auch nach Australien und Amerika. Neben der Anzucht der Pflanzen wurde auch die Herstellung von Arzneien und anderen Essenzen aus Maiglöckchen zu einem bedeutenden Wirtschaftsfaktor in der Stadt. Der seit 1940 verwendete Ortswerbepoststempel der Stadt war ebenfalls mit einem Maiglöckchen versehen.
Nach dem Zweiten Weltkrieg ging diese Tradition verloren.

## Gemeinde
Die Stadt-und-Land-Gemeinde (gmina miejsko-wiejska) Ośno Lubuskie umfasst ein Gebiet von 198 km². Dazu zählen neun Dörfer mit Schulzenämtern.

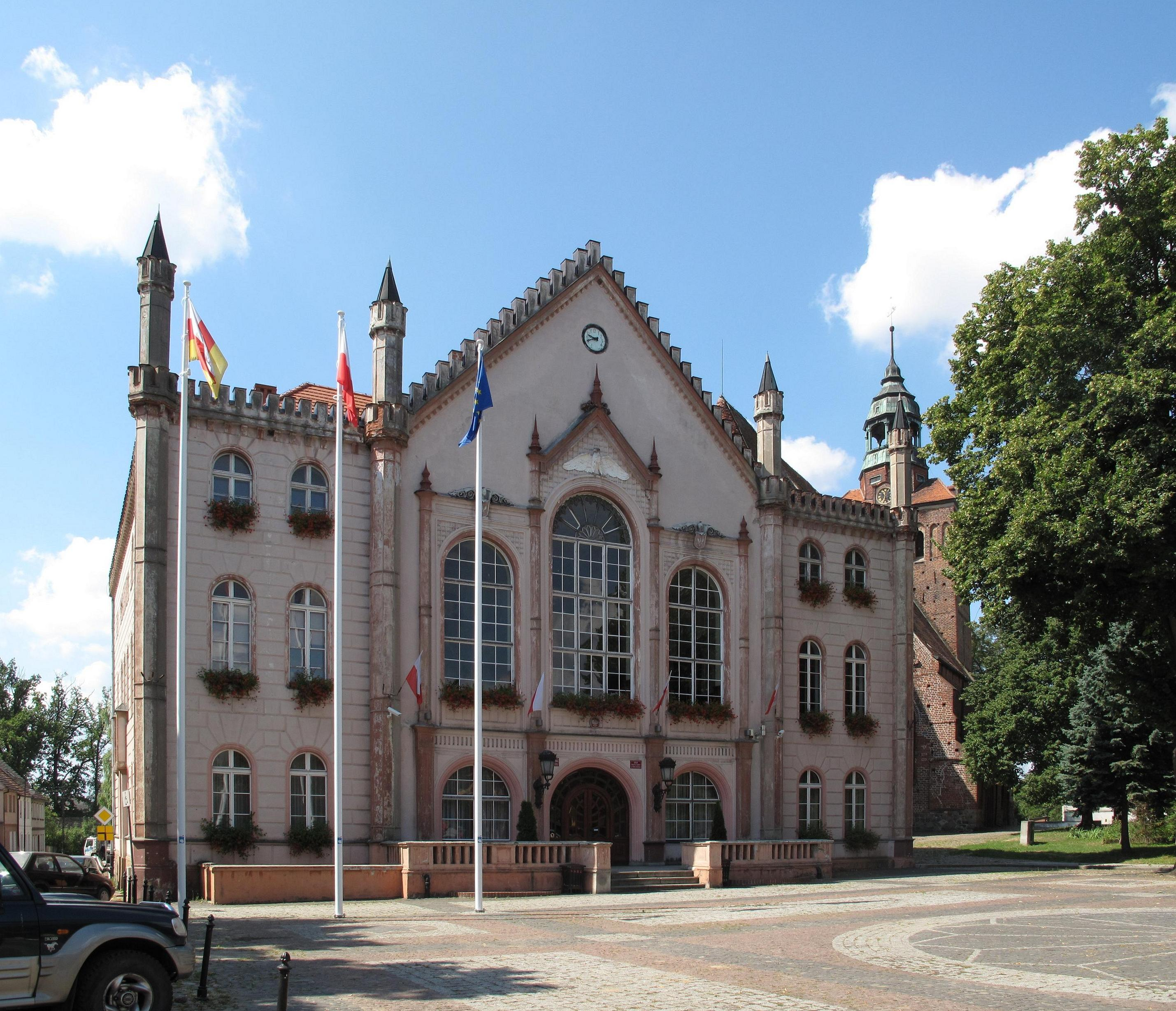
Rathaus

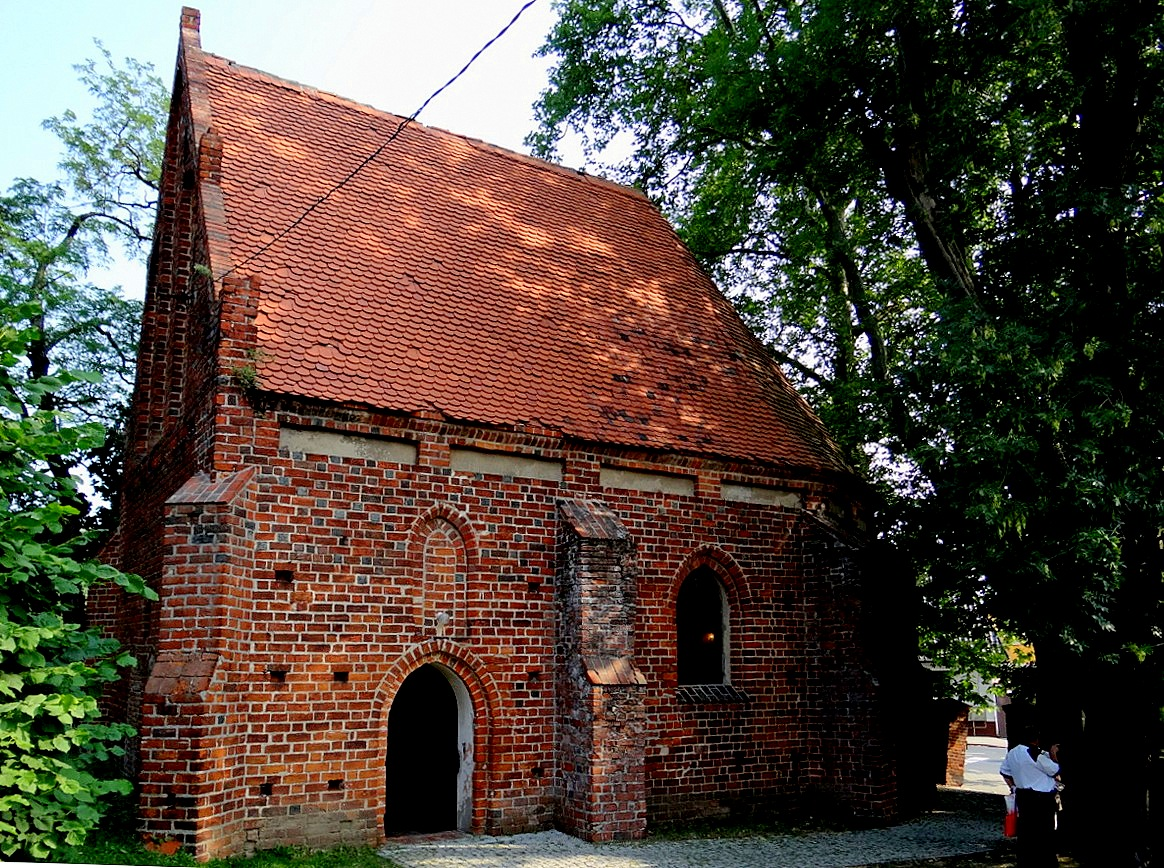
Friedhofskapelle

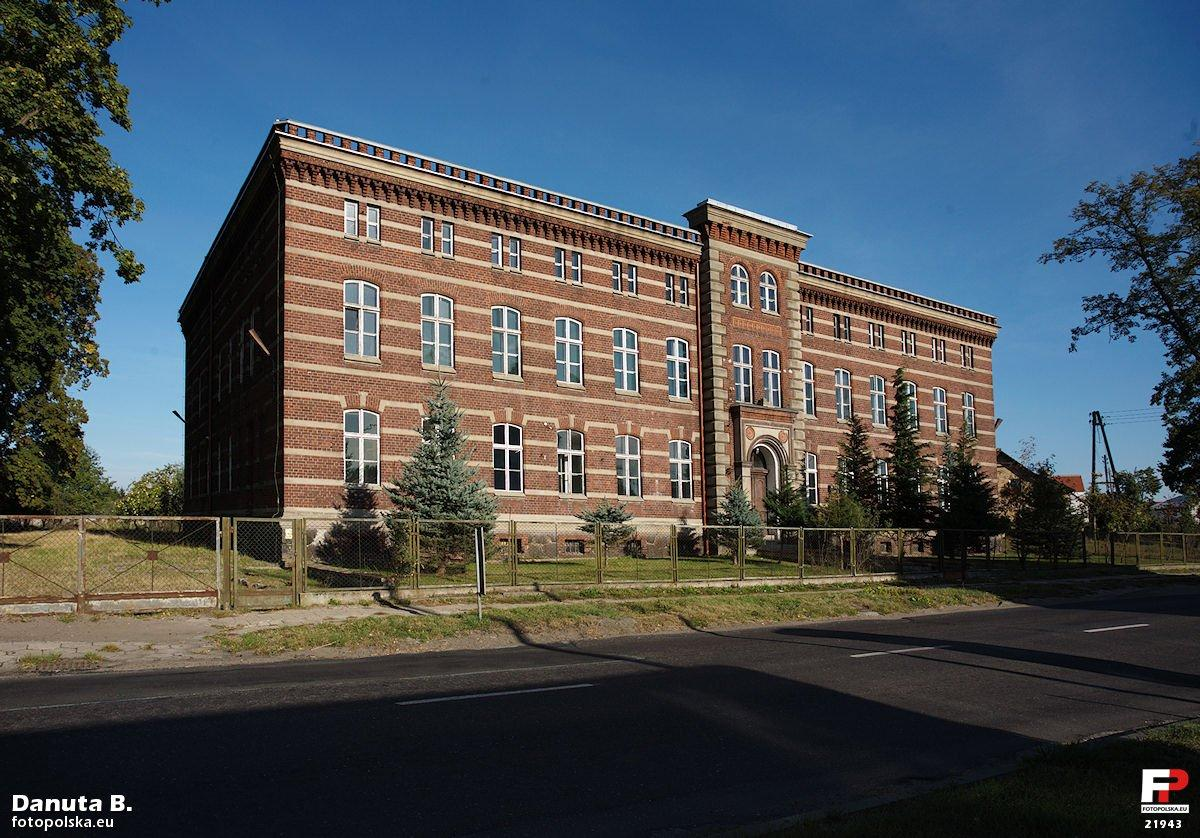
Ehemaliges Lehrerseminar

## Sehenswürdigkeiten
- Die bis 1945 evangelische und seitdem katholische Kirche St. Jakob wurde von 1248 bis 1298 im gotischen Stil erbaut, die Innenausstattung stammt zu einem Großteil aus dem frühen 17. Jahrhundert. Seit 1990 wird die Kirche regotisiert.
- Das Pfarrhaus birgt eine mittelalterliche Bibliothek, zu deren bedeutendsten Schätzen eine Weltchronik von Hartmann Schedel aus Nürnberg (1494) und das Posener Missal (1505) zählen.
- Die spätgotische St.-Gertrud-Kapelle auf dem Friedhof von Ośno Lubuskie wurde Mitte des 15. Jahrhunderts errichtet.
- Die nahezu vollständig erhaltenen Wehrmauern aus dem 14. bis 15. Jahrhundert umschließen die Altstadt auf einer Länge von 1350 Metern mit ursprünglich zwölf Türmen, sie bestehen aus Felssteinen und wurden mit Ziegeln ergänzt. Von den beiden Stadttoren (Frankfurter und Zielenziger Tor) sind nur die Fundamente erhalten.
- Das Rathaus wurde von 1841 bis 1844 nach Plänen des Architekten Emil Flaminius in neogotischem Stil an der Stelle des zuvor abgebrochenen älteren Rathauses von 1544 erbaut.
- Das Gebäude des Lehrerseminar wurde von 1862 bis 1864 von Emil Flaminius errichtet.
- Der 40 ha große Reczynek (Röthsee) nördlich der Stadt ist ein Erholungs- und Badegebiet.

## Persönlichkeiten

### Söhne und Töchter der Stadt
- Carl Ludwig von Schramm (1740–1815), preußischer Generalmajor
- Johann Christian Krenckel (1761–1831), deutscher Justizkommissar
- Ernst von Rosenberg (1799–1864), preußischer Generalmajor
- Oscar Dörffler (1855–1933), Erfinder des Rollschinkens, Stifter von Sportstätten und Ehrenbürger der Stadt[12]
- Anna Marie Kuhnow (1859–1923), deutsche Ärztin
- Else Lüders (1872–1948), deutsche Politikerin
- Walther Lietzmann (1880–1959), Mathematiker
- Marion Schreiber (1942–2005), Journalistin
- Sara Egwu-James (* 2008), Sängerin

### Mit der Stadt in Verbindung stehende Persönlichkeiten
- Elias Loccelius (1621–1704), brandenburgischer Chronist, war ab 1674 Pfarrer in Drossen.
- Als Katechet im Drossener Pfarrhaus wirkte zeitweilig der bedeutende Theologe Friedrich Schleiermacher.
- Der Schriftsteller Hans Fallada arbeitete von November 1923 bis April 1924 in der Getreide- und Kartoffelhandlung Georg Kippferling.